# Акопян, Мелс Аветисович
Мелс Аветисович Акопян (арм. Մելս Հակոբյան, 1 октября 1950, село Катнахпюр, Степанаванский район, Армянская ССР, СССР) — армянский политический и государственный деятель.
- Окончил Ереванский политехнический институт по специальности инженер-энергетик.
- 1972—1985 — работал в системе «Армэнерго».
- 1985—1992 — главный диспетчер «Армэнерго».
- 1992—1993 — первый заместитель министра энергетики и топлива.
- февраль—апрель 1993 — был министром энергетики и топлива Армении.
- 1993—1996 — генеральный директор «Армэнерго».
- 1996 — назначен директором гидростанций Севано-Разданского каскада.
- Генеральный директор «Международной энергетической корпорации».